# ジョン・サウター
ジョン・サウター（John Souttar, 1996年9月25日 - ）は、スコットランド・アバディーン出身のサッカー選手。レンジャーズFC所属。ポジションはディフェンダー。

## 経歴
弟のハリー・サウターはストーク・シティFCでプレーするサッカー選手である。
2012年7月に、ダンディー・ユナイテッドFCと契約を結んだ。16歳ながら、2013年4月14日のセルティックFC戦でデビューした。同年10月には、サンダーランドAFCに興味をもたれ、60万ポンドものオファーを受けるが、サウター自身が拒否し、ダンディー・ユナイテッドと契約を延長した。
2016年2月1日、ハート・オブ・ミドロシアンFCと3年半契約を結んだ。
2019-20シーズンと2020-21シーズンは、アキレス腱の怪我もあり、シーズンの大半を棒に振った。翌シーズンから復帰するも、2021年12月のセルティックFC戦で古橋亨梧への報復プレーが非難を浴びた。
2022年6月1日、レンジャーズFCに移籍した。

### 代表歴
2018年5月、アレックス・マクリーシュによってスコットランド代表に初招集された。